# 평택크리스천외국인학교
평택크리스천외국인학교(Pyeongtaek International Christian School)는 경기도 평택시에 있는 외국인학교이다. 현재 유치원부터 고등학교까지의 과정을 운영하고 있다.

## 연혁
- 2010년 9월 1일 : 개교